# Kenitra
Kenitra este un oraș portuar în vestul Marocului, pe Râul Sebou, cu o populație de 507.736 locuitori. Este una dintre cele trei principale orașe a regiunii Rabat-Salé-Kénitra, ci capitala provinciei Kénitra.